# TVZ
TVZ é um programa de televisão brasileiro, do gênero musical exibido pela Multishow desde julho de 1993. O programa exibe cerca de 25 clipes musicais em duas edições diárias. Desde sua estreia o canal exibe os videoclipes no horário nobre da noite. O TVZ é carro chefe da programação do canal, sendo um dos poucos programas que são exibidos durante todo o ano, sem pausas entre uma temporada e outra e desde 1993.

## Blocos

### TVZ
É o programa de clipes do Multishow com duração de 2 horas e meia, exibido no horário nobre (19h) desde o início.. O programa é conhecido por exibir clipes nacionais e os clipes internacionais legendados. O programa passou a exibir clipes legendados no início de setembro de 1999.
Em outubro de 1996, o programa foi inserido na programação também às 10h, pois a maioria do público eram jovens e para quem estudava poder assistir também.

### Top TVZ
O Top TVZ é a parada musical oficial do Multishow. Teve início em outubro de 1996, onde era exibido os 10 clipes mais pedidos pela internet e por cartas. Em setembro de 1999, o Top TVZ  passou a ter um novo formato, exibindo os 20 clipes (ganhando duas horas de duração aos sábados) mais votados da semana pelos internautas. Em 1º de Abril de 2006 o programa passou a exibir os 25 clipes mais votados da semana. Atualmente o programa ainda exibe uma parada musical com 25 clipes, além da faixas bônus. Desde 2014 a lista já não é mais feita de acordo com as músicas mais votadas pelos telespectadores, e sim uma lista feita pela própria produção do programa, baseada no sucesso que cada música está fazendo. Geralmente durante a sua exibição, o programa atinge os Trending Topics do Twitter. No fim de 2018 o TOP TVZ voltou a ser uma parada com 20 Clipes

### TVZ Experimente
No dia 26 de setembro de 2009, o Multishow estreia o TVZ Experimente.
Exibido aos sábados, o programa apresenta clipes de músicas não tão famosas de artistas renomados e grupos que não fazem parte do circuito principal da música nacional e internacional, mas que já bombam no cenário alternativo.
TVZ faz a sua festa
Indo pro ar todo ano no dia 31 de dezembro o programa exibe diversos clipes a partir das 19h00 indo até as 04h00. Em 2021, o programa passou a fazer parceria com o Show da Virada, da TV Globo.

## Troféu Top TVZ
Em 2010/2011 ouve uma votação pela internet para obter o primeiro "Troféu Top TVZ". Este troféu consiste em premiar os 10 melhores cantores internacionais e os 10 melhores nacionais.
Com isso os 10 melhores foram:
| Posição | Nacionais       | Internacionais           |
| ------- | --------------- | ------------------------ |
| 1       | Sandy           | Rihanna                  |
| 2       | Claudia Leitte  | Dulce Maria              |
| 3       | Wanessa         | Anahí                    |
| 4       | Ivete Sangalo   | Belinda                  |
| 5       | Mallu Magalhães | t.A.T.u.                 |
| 6       | Restart         | Christian Chávez         |
| 7       | Cine            | Justin Bieber            |
| 8       | Hori            | Demi Lovato              |
| 9       | Luan Santana    | Selena Gomez & the Scene |
| 10      | Luciano Nassyn  | Nicole Scherzinger       |

## Blocos e quadros extintos

### TVZ Clássicos
O programa exibia, todos os domingos durante uma hora, clássicos do mundo da música, apenas músicas e artistas que fizeram história. Por ora, se encontra extinto desde fevereiro de 2020 por razões desconhecidas. Voltou temporariamente em 2022, por conta do Rock in Rio.

### TVZé

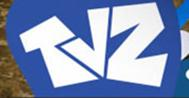
Logotipo do TVZ usado até junho de 2012

Exibido em forma de vinhetas, o TVZé mostrava vídeos de telespectadores imitando clipes de grandes artistas, de forma amadora e bem humorada.

### Clip2Clip
Conhecido também como Megamix TVZ, o quadro mostrava toda a sexta feira uma colagem de 30 minutos com clipes, todos bem animados e dançantes, sem intervalos nem pausas entre as músicas.

### Playlist TVZ
A playlist TVZ mostrava diariamente, os 15 melhores clipes de um determinado tema, como 15 melhores clipes em praias, ou 15 melhores clipes em festas. Tempos antes de ser extinto, o quadro passou a exibir apenas 10 clipes por playlist.

### TVZ Escolhe
No quadro TVZ Escolhe, a tela exibia 2 clipes ao mesmo tempo, e com o botão de áudio do controle remoto, o telespectador escolhia o áudio de qual ele queria ouvir para assistir.

### TV Neja
O Bloco TV Neja mostrava os melhores clipes sertanejos.

### Clip2Clip Personalidades
Toda a terça, um famoso escolhia uma lista de clipes que queria ver, e o Multishow tocava em forma de colagens, como o Clip2Clip.

## Apresentadores
Entre 1999 e 2015 o programa não teve nenhum apresentador, sendo que os videoclipes eram exibidos na sequência. Em 2016, o programa passou a revezar entre o formato tradicional de vídeos sequenciais sem apresentação e outras edições especiais que traziam um artista convidado como apresentador (TVZ ao Vivo). A partir de 22 de outubro de 2018, o TVZ ao Vivo passou a ser exibido toda segunda, terça e quarta.

## Temporadas Artistas
Em 2020 o Multishow começou a fazer temporadas especiais com apenas 1 artista no comando do programa durante 1 a 6 meses.
| Período           | Apresentador                                                                 | Repórter                                 |
| 2020              | 2020                                                                         | 2020                                     |
| ----------------- | ---------------------------------------------------------------------------- | ---------------------------------------- |
| Agosto-Dezembro   | Lexa                                                                         | Thaynara OG                              |
| 2021              |                                                                              |                                          |
| Fevereiro         | Léo Santana                                                                  | Alvxaro                                  |
| Março-Agosto      | Ferrugem                                                                     | Gominho                                  |
| Setembro          | Juliette                                                                     |                                          |
| Outubro-Novembro  | Dilsinho                                                                     |                                          |
| Dezembro          | Matheus e Kauan                                                              |                                          |
| 2022              |                                                                              |                                          |
| Janeiro-Fevereiro | Thiaguinho                                                                   |                                          |
| Março             | Marvvila                                                                     |                                          |
| Abril             | Gloria Groove                                                                |                                          |
| Maio-Junho        | Pedro Sampaio                                                                |                                          |
| Julho-Agosto      | Priscilla Alcantara                                                          |                                          |
| Setembro-Dezembro | Gustavo Mioto                                                                |                                          |
| 2023              |                                                                              |                                          |
| Janeiro-Fevereiro | Playlist de Verão TVZ                                                        |                                          |
| Março-Maio        | Pocah                                                                        |                                          |
| Junho             | Orgulho LGBTQIAPN+ (Liniker, Pabllo Vittar, Thiago Pantaleão e Carol Biazin) |                                          |
| Julho-Setembro    | Felipe Araújo                                                                |                                          |
| Setembro          | MC Cabelinho                                                                 |                                          |
| 2023              |                                                                              |                                          |
| Janeiro-Fevereiro | Playlist de Verão TVZ                                                        |                                          |
| Março-Junho       | Preta Gil                                                                    | Gui Guedes, Laura Vicente e Dedé Teicher |

## Playlist de Verão TVZ (2023)
No verão de 2023, o Multishow estreia a "Playlist de Verão TVZ", programa que será exibido às sextas onde cada episódio terá um artista diferente no comandando.
| Episódio | Apresentador   |
| -------- | -------------- |
| 01       | Giulia Be      |
| 02       | Mari Fernandez |
| 03       | Menos é Mais   |
| 04       | Mumuzinho      |
| 05       | Pedro Sampaio  |
| 06       | Pocah          |
| 07       | Vitor Kley     |